# Tetrix parabrachynota
Tetrix parabrachynota är en insektsart som beskrevs av Zheng, Z., Haijian Wang och F-m. Shi 2007. Tetrix parabrachynota ingår i släktet Tetrix och familjen torngräshoppor. Inga underarter finns listade i Catalogue of Life.